# Дэни Дэниелс
Дэни Дэниелс (англ. Dani Daniels; род. 23 сентября 1989 года, Ориндж, Калифорния, США) — американская модель, порноактриса, порнорежиссёр, художница-любительница и стриптизёрша. Лауреатка награды XBIZ Award в категории «Лучшая исполнительница года» (2016), а также обладательница других наград в области порноиндустрии.

## Ранняя жизнь
Дэни Дэниелс из округа Ориндж, штат Калифорния, и имеет чешские, английские и немецкие корни. В средней школе была спортсменкой и занималась различными видами спорта, такими как волейбол, софтбол, футбол, лёгкая атлетика, американский футбол, гольф и теннис.

## Карьера

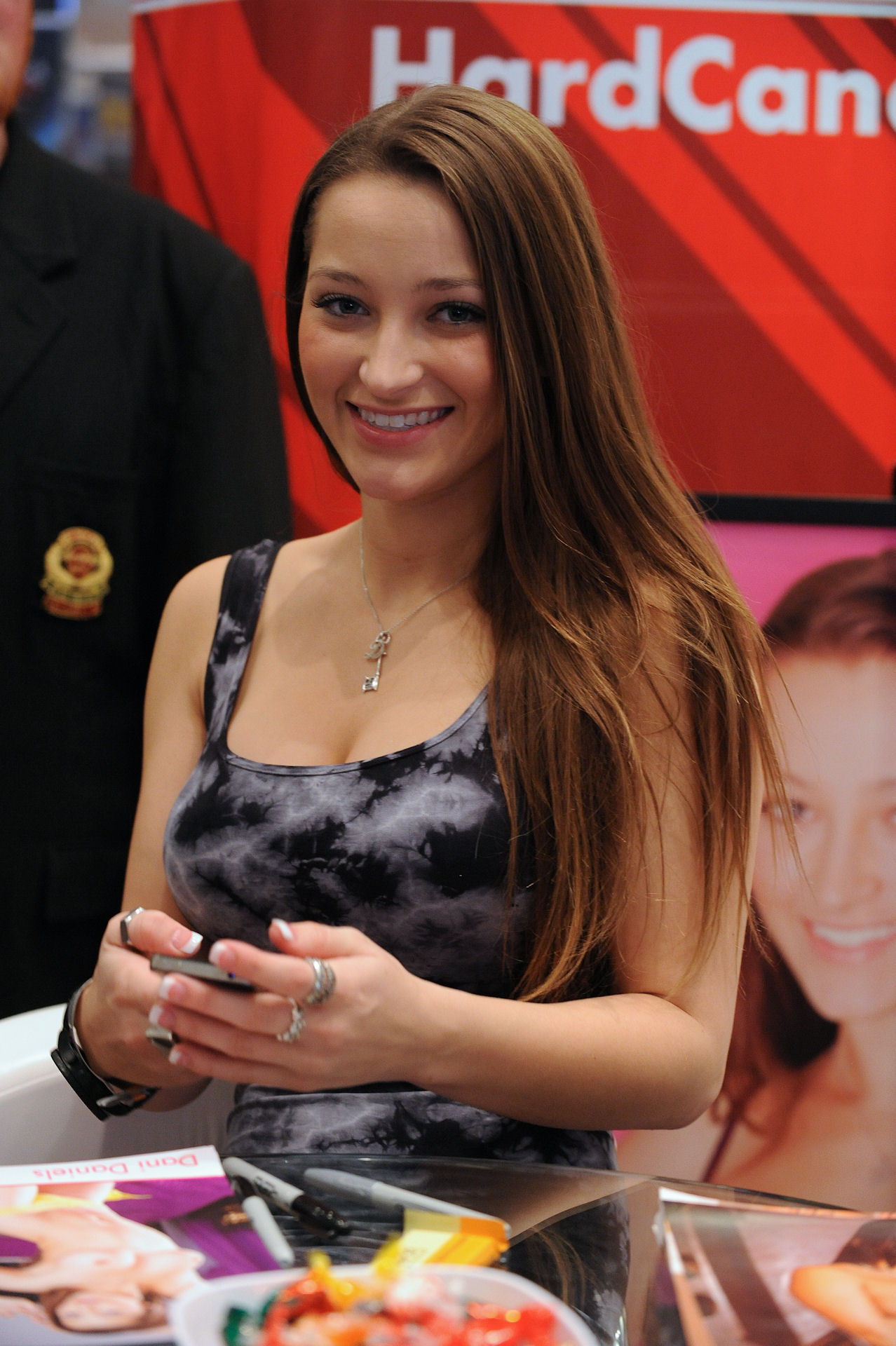
Дэни Дэниелс на AVN Adult Entertainment Expo 2012 года

Дэниелс начала танцевать стриптиз перед началом карьеры в порноиндустрии, чтобы погасить свой долг перед художественной школой. Сценический псевдоним был получен из первого имени её бывшего бойфренда как акт мести против него. Попала в индустрию для взрослых в январе 2011 года в возрасте 21 года и в этом же месяце подписывает контракт с агентством OC Modeling. Её первая сцена была для Reality Kings. Первоначально снималась только в фильмах лесбийского жанра, но позже, в августе 2012 года, начала сниматься в сценах с мужчинами. Её первые четыре сцены секса с мужчинами были в фильме Dani Daniels: Dare (рус. Дэни Дэниелс: Осмелилась) для Elegant Angel. Elegant Angel также выпустил в мае 2012 года лесбийский фильм под названием Dani, который позднее выиграл награду AVN Award в категории «Лучший лесбийский релиз».
В качестве режиссёра сняла несколько фильмов для студий Filly Films, Penthouse Studios, Zero Tolerance, Brazzers и Reality Kings.
В июле 2011 года была названа Twistys Treat of the Month. В январе 2012 года была выбрана журналом Penthouse «Киской месяца» (Pet of the Month). В марте 2014 года стала девушкой месяца Elegant Angel. В конце того же месяца студия Brazzers даёт ей главную роль в серии фильмов из пяти частей под названием The Whore of Wall Street, являющейся порнопародией на фильм «Волк с Уолл-стрит». В январе 2017 года была объявлена журналом Hustler как Honey of the Month за апрель того же года. Также снялась в нескольких фотосессиях для журналов Penthouse и Hustler.
Дэниелс начала работу вебкам-моделью сначала для Streamate, а сейчас уже для Camsoda.com.
Снялась в фильме 2014 года Dani Daniels Deeper, который в 2015 году выиграл премию AVN за лучший межрасовый релиз и премию XBIZ за межрасовый релиз года. В 2015 году она сотрудничала с компанией Doc Johnson для создания линии секс-игрушек, которые выиграли в 2016 году фанатскую награду AVN в категории «Самая удивительная секс-игрушка».
В конце января 2013 года впервые была объявлена победительницей AVN Awards в категории «Лучшая лесбийская сцена» (за фильм Dani Daniels: Dare). В следующем году получила свою первую награду XBIZ Award в категории «Лучшая актриса — лесбийский фильм» (за фильм Harry Sparks’ The Vampire Mistress). На AVN Awards 2015 выиграла четыре награды в следующих категориях: «Лучшая лесбийская групповая сцена», «Лучшая сцена мастурбации/стриптиза» (обе — за фильм Anikka 2), «Лучшая сцена триолизма (девушка/девушка/парень)» (за фильм Dani Daniels Deeper) и «Награда поклонников: социальная медиазвезда». Через год выиграла ещё две награды XBIZ в категориях «Исполнительница года» и «Лучшая сцена — виньетка» (за фильм Let’s Play Doctor). А на XBIZ Award 2017 становится «Кроссовер-звездой года».
Вошла в два списка «Грязная дюжина: Самые большие порнозвёзды» по версии канала CNBC за 2014 и 2015 годы.
В августе 2016 года сцена с участием Дэни Дэниелс в фильме Sporty Girls 4 побеждает в категории «Атлеты» соревнования Оргазмические игры (англ. Orgasmic Games).
По данным на февраль 2018 года, снялась в более чем 600 порнофильмах.

## Личная жизнь
Дэни замужем за продюсером Виктором Чиполлой (англ. Victor Cipolla) с лета 2017 года. Дэниелс также блогер и художница-любитель. Она создаёт свои произведения под именем Кира Ли (англ. Kira Lee). Её техникой рисования является пуантилизм. По состоянию на январь 2016 года, она обучалась в лётной школе. Свою ориентацию определяет как бисексуальную, но в основном считает себя «лесбийской моделью» (англ. girl/girl model).

## Награды и номинации

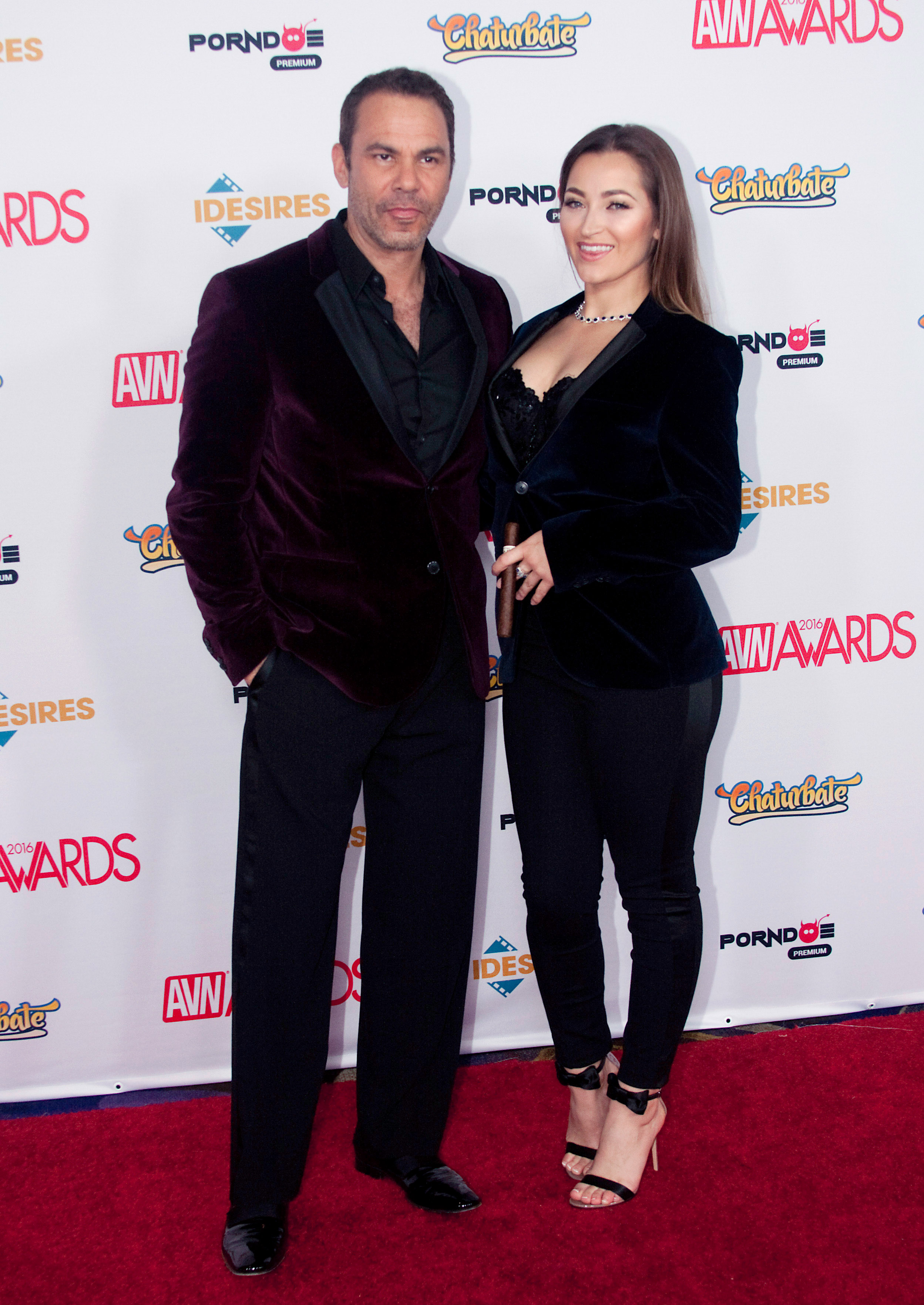
Стивен Сент-Круа и Дэни Дэниелс на AVN Awards 2016

| Год              | Результат | Категория | Фильм                                  |
| AVN Award        | AVN Award | AVN Award | AVN Award                              |
| ---------------- | --------- | --- | -------------------------------------- |
| 2013             | Номинация | Лучшая лесбийская групповая сцена (вместе с Грейси Глэм и Шанель Престон)                                                                     | Tomb Raider XXX                        |
| 2013             | Победа    | Лучшая лесбийская сцена (вместе с Синн Сэйдж)                                                                                                 | Dani Daniels: Dare                     |
| 2013             | Номинация | Лучшая новая старлетка | н/д                                    |
| 2013             | Номинация | Лучшая сцена мастурбации | All Natural: Glamour Solos 2           |
| 2013             | Номинация | Лучшая сцена секса парень/девушка (вместе с Эриком Эверхардом)                                                                                | Dani Daniels: Dare                     |
| 2013             | Номинация | Лучшая сцена стриптиза | Dani Daniels: Dare                     |
| 2013             | Номинация | Лучшая сцена триолизма (Д/Д/П) (вместе с Карли Монтаной и Мануэлем Феррарой)                                                                  | Dani Daniels: Dare                     |
| 2013             | Номинация | Лучшая сцена триолизма (Д/П/П) (вместе с Джеймсом Дином и Миком Блу)                                                                          | Dani Daniels: Dare                     |
| 2014             | Номинация | Исполнительница года | н/д                                    |
| 2014             | Номинация | Лучшая сцена мастурбации | Sexxxploitation: Dani Daniels          |
| 2014             | Номинация | Лучшая сцена секса парень/девушка (вместе с Джеймсом Дином)                                                                                   | Skin Tight                             |
| 2014             | Номинация | Лучшая сцена стриптиза | Top Bottoms                            |
| 2014             | Номинация | Лучшая сцена триолизма (Д/Д/П) (вместе с Эйприл О’Нил и Эриком Эверхардом)                                                                    | Chance Encounters                      |
| 2015             | Номинация | Исполнительница года | н/д                                    |
| 2015             | Номинация | Лучшая лесбийская групповая сцена (вместе с Алексис Тексас, Асой Акирой и Скин Даймонд)                                                       | Alexis and Asa                         |
| 2015             | Победа    | Лучшая лесбийская групповая сцена (вместе с Анникой Элбрайт и Карли Монтаной)                                                                 | Anikka 2                               |
| 2015             | Номинация | Лучшая лесбийская сцена (вместе с Капри Каванни)                                                                                              | Whore Of Wall Street                   |
| 2015             | Номинация | Лучшая сцена группового секса (вместе с Верукой Джеймс, Джеймсом Дином, Карли Монтаной, Мэдди О’Райли и Пенни Пакс)                           | King James                             |
| 2015             | Номинация | Лучшая сцена группового секса (вместе с Аидрой Фокс, Джиллиан Джансон, Картер Круз, Кэндис Дэр и Мануэлем Феррарой)                           | Manuel Ferrara’s Reverse Gangbang 2    |
| 2015             | Победа    | Лучшая сцена мастурбации/стриптиза (вместе с Анникой Элбрайт и Карли Монтаной)                                                                | Anikka 2                               |
| 2015             | Победа    | Лучшая сцена триолизма (Д/Д/П) (вместе с Анникой Элбрайт и Робом Пайпером)                                                                    | Dani Daniels Deeper                    |
| 2015             | Номинация | Лучшая сцена триолизма (Д/П/П) (вместе с Рамоном Номаром и Тони Рибасом)                                                                      | Seduction 4                            |
| 2015             | Номинация | Награда поклонников: любимая порнозвезда (женщина)                                                                                            | н/д                                    |
| 2015             | Номинация | Награда поклонников: самая горячая задница | н/д                                    |
| 2015             | Победа    | Награда поклонников: социальная медиазвезда                                                                                                   | н/д                                    |
| 2016             | Номинация | Исполнительница года | н/д                                    |
| 2016             | Номинация | Лучшая актриса | Sisterhood                             |
| 2016             | Номинация | Лучшая лесбийская групповая сцена (вместе с Далией Скай и Шанель Престон)                                                                     | Chanel Movie One                       |
| 2016             | Номинация | Лучшая лесбийская групповая сцена (вместе с Аной Фокс, Кейшей Грей, Лекси Белл, Мерседес Каррерой, Мэдди О’Райли, Райан Райанс и Эш Голливуд) | Sisterhood                             |
| 2016             | Номинация | Лучшая сцена группового секса (вместе с Адрианой Чечик, Аидрой Фокс, Джеймсом Дином, Карли Грей, Миком Блу, Петой Йенсен и Эриком Эверхардом) | Orgy Masters 7                         |
| 2016             | Номинация | Лучшая сцена секса в фильме иностранного производства (вместе с Билли Кингом, Иэном Скоттом, Майком Анджело и Тиффани Долл)                   | Baron’s Whores                         |
| 2016             | Номинация | Лучшая сцена секса парень/девушка (вместе с Рамоном Номаром)                                                                                  | True Erotica                           |
| 2016             | Номинация | Награда поклонников: любимая порнозвезда (женщина)                                                                                            | н/д                                    |
| 2016             | Номинация | Награда поклонников: самая эпическая задница                                                                                                  | н/д                                    |
| 2017             | Номинация | Лучшая лесбийская групповая сцена (вместе с Райли Рид и Скин Даймонд)                                                                         | Dirty Daniels                          |
| 2019             | Номинация | Мейнстрим-предприятие года | Dinner With Dani                       |
| NightMoves Award |           | |                                        |
| 2014             | Номинация | Лучшая исполнительница | н/д                                    |
| 2015             | Номинация | Лучшая задница | н/д                                    |
| 2016             | Номинация | Лучшая исполнительница | н/д                                    |
| 2016             | Номинация | Лучшая порноактриса-стриптизёрша | н/д                                    |
| Sex Award        |           | |                                        |
| 2013             | Номинация | Лучшее тело в порно | н/д                                    |
| 2013             | Номинация | Порнозвезда года | н/д                                    |
| 2013             | Номинация | Самая сексуальная порнозвезда | н/д                                    |
| XBIZ/XMA Award   |           | |                                        |
| 2013             | Номинация | Лучшая новая старлетка | н/д                                    |
| 2014             | Номинация | Лесбийская исполнительница года | н/д                                    |
| 2014             | Победа    | Лучшая актриса — лесбийский фильм | Harry Sparks’ The Vampire Mistress     |
| 2014             | Номинация | Лучшая актриса — пародийный фильм | OMG… It’s the Dirty Dancing XXX Parody |
| 2014             | Номинация | Лучшая сцена — виньетка (вместе с Кристи Стивенс, Миком Блу и Тони Рибасом)                                                                   | Secretary’s Day 6                      |
| 2014             | Номинация | Лучшая сцена — пары (вместе с Эйприл О’Нил и Эриком Эверхардом)                                                                               | Chance Encounters                      |
| 2014             | Номинация | Лучшая сцена секса — только девушки (вместе с Лили Лабо и Фэйт Ли Сенц)                                                                       | Harry Sparks’ The Vampire Mistress     |
| 2015             | Номинация | Исполнительница года | н/д                                    |
| 2015             | Номинация | Лучшая актриса — пародийный фильм | Whore Of Wall Street                   |
| 2015             | Номинация | Лучшая сцена — пародия (вместе с Капри Каванни и Кейраном Ли)                                                                                 | Whore Of Wall Street                   |
| 2015             | Номинация | Лучшая сцена — пары (вместе с Ксандером Корвусом)                                                                                             | Crave                                  |
| 2016             | Победа    | Исполнительница года | н/д                                    |
| 2016             | Победа    | Лучшая сцена — виньетка (вместе с Джонни Синсом и Луной Стар)                                                                                 | Let’s Play Doctor                      |
| 2017             | Номинация | Исполнительница года | н/д                                    |
| 2017             | Победа    | Кроссовер-звезда года | н/д                                    |
| 2017             | Номинация | Лучшая актриса — пародийный фильм | Beauty and the Beast XXX               |
| 2017             | Номинация | Лучшая сцена секса — пародия (вместе с Ксандером Корвусом)                                                                                    | Beauty and the Beast XXX               |
| 2017             | Номинация | Лучшая сцена секса — только девушки (вместе с Алексис Тексас и Эй Джей Эпплгейт)                                                              | Lefty                                  |
| 2017             | Номинация | Лучшая сцена секса — только девушки (вместе с Анникой Элбрайт)                                                                                | Women Seeking Women 125                |
| 2018             | Номинация | Кроссовер-звезда года | н/д                                    |
| 2019             | Номинация | Кроссовер-звезда года | н/д                                    |
| 2021             | Номинация | Премиум-социальная медиазвезда года | н/д                                    |
| 2022             | Номинация | Премиум-социальная медиазвезда года | н/д                                    |
| 2024             | Номинация | Премиум-социальная медиазвезда года | н/д                                    |
| 2025             | Номинация | Создатель года — премиум-социальный | н/д                                    |
| XCritic Award    |           | |                                        |
| 2014             | Номинация | Лучшая актриса | The Whore of Wall Street               |
| 2014             | Номинация | Лучшая исполнительница | н/д                                    |
| 2014             | Номинация | Сцена года (вместе с Капри Каванни и Кейраном Ли)                                                                                             | The Whore of Wall Street               |
| XRCO Award       |           | |                                        |
| 2015             | Номинация | Исполнительница года | н/д                                    |
| 2015             | Номинация | Оргазмическая оралистка года | н/д                                    |
| 2016             | Номинация | Исполнительница года | н/д                                    |